# Marco Lisei
Marco Lisei (Bologna, 15 marzo 1977) è un politico italiano, dal 13 ottobre 2022 senatore della Repubblica per Fratelli d'Italia.

## Biografia
Nato a Bologna, dove si è laureato in giurisprudenza all'Università di Bologna nel novembre 2003, con una tesi di diritto privato comparato, e svolge la professione di avvocato, aprendo un proprio studio legale nel febbraio 2007.

### Attività lavorativa
Durante gli anni universitari ha lavorato prima svolgendo piccoli lavori interinali di portierato notturno, e poi come maschera in un cinema multisala di Bologna, con gli incarichi di barista, cassiere ed infine vicedirettore, fino al superamento dell'esame di avvocato nel 2007. Nello stesso anno inizia ad esercitare la professione forense, specializzandosi in diritto penale, seguendo diversi processi avanti a tutte le giurisdizioni. Con l'intensificarsi dell'attività politica, per ragioni di tempo ed opportunità, rinuncia a seguire i processi penali i quali hanno ad oggetto clienti in stato detentivo, dedicandosi esclusivamente ai contenziosi inerenti clienti in stato di libertà. Successivamente inizia una collaborazione con l'avvocato Matteo Nanni, con il quale segue altrettanto contenziosi aventi ad oggetto diritto del lavoro e diritto civile.

### Attività sportiva
All'età di 20 anni inizia a praticare gli sport da combattimento, prima con il Full contact karate, poi passa alla Kickboxing ed infine alla Muay thai, praticandolo a livello agonistico, disputando numerosi incontri sia dilettantistici che semi professionistici. Nella carriera da dilettante risulta vincitore del titolo italiano nella federazione Cisco nella categoria 70-75 Kg.
Come semi professionista disputa alcune gare vincendo a Pordenone il titolo italiano vacante contro Stefano Nadalini.

## Attività politica

### Movimenti giovanili della destra e circoscrizione
Inizia ad appassionarsi di politica in giovanissima età, fin dalle scuole superiori, quando, a diciassette anni, appena eletto rappresentante d'Istituto nella propria scuola, conosce nella sede bolognese di Alleanza Nazionale il giovane Galeazzo Bignami. Con lui condivide un lungo percorso di militanza nella destra bolognese e nazionale, partecipando fattivamente a tutte le campagne elettorali sia di Galeazzo Bignami che del padre di quest'ultimo, Marcello Bignami.
Aderisce al Fronte Universitario d'Azione Nazionale (FUAN) e successivamente diventa dirigente bolognese di Azione Giovani del quale diventerà segretario cittadino di Bologna, su indicazione di Marcello e Galeazzo Bignami.
Durante gli anni universitari è stato consigliere della facoltà di giurisprudenza dell'Università di Bologna.
Nel 1999 risulta eletto consigliere del quartiere Saragozza del comune di Bologna, nel quale viene riconfermato nel 2004 e nel 2009, carica che ricopre fino al 2010, a causa del commissariamento dell'allora sindaco di Bologna Flavio Delbono. Nel corso di tale mandato è presiede la Commissione Politiche Giovanili.
Il 28 marzo 2004 partecipa come delegato al terzo congresso di Azione Giovani a Viterbo, nel quale Giorgia Meloni viene eletta come presidente.

### Consigliere comunale di Bologna
Nel 2009 aderisce alla confluenza di Alleanza Nazionale nel Popolo della Libertà (PdL), con cui alle elezioni comunali in Emilia-Romagna del 2011 si candida al consiglio comunale di Bologna, nelle sue liste a sostegno del candidato sindaco di centro-destra Manes Bernardini, risultando eletto consigliere comunale come il secondo più votato, dopo Maurizio Cevenini (Partito Democratico), con 4.329 preferenze, ricoprendo l'incarico di capogruppo del PdL in consiglio comunale.
Il 16 novembre 2013, con la sospensione delle attività del Popolo della Libertà, aderisce alla rinascita di Forza Italia, con cui alle comunali emiliane romagnole del 2016 viene rieletto consigliere comunale e ricoprire il ruolo di capogruppo. Nella propria attività in consiglio conduce un'opposizione dura all'allora sindaco di Bologna Virginio Merola, conquistando una certa visibilità mediatica, anche grazie ad episodi di contestazione a volte ironici e folcloristici.

### Consigliere regionale in Emilia-Romagna
Nel 2019 aderisce a Fratelli d'Italia (FdI) di Giorgia Meloni, con cui si candida alle elezioni per il rinnovo del Consiglio regionale dell'Emilia Romagna che vedono la vittoria del candidato presidente del Partito Democratico Stefano Bonaccini. Anche questa volta Lisei risulta il consigliere più votato di tutta l'opposizione con 9383 voti. Ricopre, anche questa volta, il ruolo di Presidente del Gruppo di Fratelli d'Italia in Assemblea Legislativa.

### Elezione a senatore
Alle elezioni politiche anticipate del 2022 viene candidato al Senato della Repubblica, tra le liste Fratelli d'Italia nel collegio plurinominale Emilia-Romagna - 02, risultando eletto senatore. Nella XIX legislatura è componente della 1ª Commissione Affari Costituzionali, di cui è anche capogruppo di FdI, della Commissione parlamentare di vigilanza RAI e presidente della controversa Commissione parlamentare d'inchiesta sull'emergenza sanitaria epidemiologica da SARS-CoV-2.